# Coscinophragmatoidea
Coscinophragmatoidea es una superfamilia de foraminíferos del suborden Textulariina, del suborden Biokovinina y del orden Loftusiida. Su rango cronoestratigráfico abarca desde el Triásico hasta la Actualidad.

## Discusión
Clasificaciones previas incluían Coscinophragmatoidea en el suborden Textulariina y en el orden Textulariida.

## Clasificación
Coscinophragmatoidea incluye a las siguientes familias:
- Familia Haddoniidae
- Familia Coscinophragmatidae